# Dipositroni
Dipositroni, o dipositronium, és una molècula exòtica (Ps-Ps) formada per dos àtoms exòtics de positroni (Ps). La seva existència fou predita el 1946 per John Archibald Wheeler, i subsegüentment estudiada teòricament, però no fou observada fins al 2007 en un experiment realitzat a la Universitat de Califòrnia, Riverside. Els investigadors van produir les molècules de positroni disparant feixos intensos de positrons contra una pel·lícula fina de diòxid de silici porós. En frenar-se dins del sílice, els positrons capturen electrons normals dels àtoms del fitó per a formar àtoms de positroni. Dins del sílice, aquests àtoms sobrevivien prou llarg temps com per a interaccionar electromagnèticament i formar una molècula de dipositroni. Avenços en la manipulació i parament dels positrons i noves tècniques d'espectroscòpia han permès estudiar les interaccions Ps–Ps més recentment. El 2012, Cassidy et al. van produir positroni molecular en un estat excitat de moment angular {\displaystyle L=1}.